# Pseudobulweria aterrima
Pseudobulweria aterrima hay Hải âu nhỏ Mascarene là một loài chim trong họ Procellariidae.

## Dân số
Ước tính dân số cho thấy có 1.000 cá thể nhưng 50-100 cặp được coi là có nhiều khả năng hơn. Tuy nhiên, các ước tính gần đây chỉ ra rằng quần thể sinh sản có thể chỉ là vài chục cặp. Việc gần đây nhìn thấy 33 cá thể khác nhau trong ba ngày trên biển phía nam La Réunion cho thấy rằng kích thước quần thể sinh sản nhiều khả năng là 100 cặp, tức 200 cá thể. Loài này đang suy giảm do bị ăn thịt và ánh sáng gây ra.

## Phân bố
Chúng là loài đặc hữu của Réunion, nhưng chúng đã từng sinh sống ở Mauritius khi 1 cá thể bị bắt ở Rodrigues và một con chim chết đã được tìm thấy ở Vườn quốc gia Black River Gorges, Mauritius nhưng không có báo cáo về sự sinh sản ở đây. Xác nhận về việc tiếp tục sinh sản trên La Réunion được đưa ra với việc phát hiện ra một tổ trứng vào năm 2016 ở phía trên Saint-Joseph và vị trí thứ hai hiện đã được xác nhận với 38 con chim thuộc hai đàn. Những khu vực chăn nuôi được cho là chỉ một số cặp. Hơn 45 cá thể đã được phục hồi thông qua một chiến dịch giải cứu quy mô hòn đảo. Các phần núi của Vườn quốc gia Black River Gorges trên Mauritius có môi trường sống tương tự như các khu vực nghi ngờ làm tổ trên La Réunion.

## Tập tính và sinh sản
Tất cả các địa điểm sinh sản giả định đều nằm trên vách đá, có lẽ là trong thảm thực vật khỏe mạnh. Có thông tin gần đây cho biết loài này sinh sản vào mùa hè với việc đẻ vào khoảng tháng 12 và đẻ vào giữa tháng 2 và tháng 3. Chúng được cho là thường quay lại các địa điểm làm tổ vào ban đêm để giảm cơ hội bị săn mồi. Loài này kiếm ăn gần mặt nước.

## Đe dọa
Loài này bị đe dọa do mèo hoang và chuột nhà bởi chúng ăn thịt loài hải âu này. Ánh sáng đô thị cũng đe dọa tới chúng, đặc biệt là những con non không có kinh nghiệm. Có khả năng là do sự hạn chế về sự phân bố của loài này. Chuột đại diện cho một áp lực săn mồi đáng kể đối với tổ và sản lượng sinh sản của loài được cho là tối thiểu ở những khu vực chuột có thể tiếp cận được. Ô nhiễm ánh sáng trên diện rộng, chẳng hạn như đèn đường và các thiết bị thể thao, là nguyên nhân gây ra phần lớn tỷ lệ tử vong của loài này. Hành vi kiếm ăn của loài này, thường được thấy là nhặt các bộ phận nội tạng trôi nổi sau thuyền, khiến chúng dễ bị ảnh hưởng bởi các tác động bất lợi khi tương tác với nghề cá, mặc dù việc đánh bắt loài này vẫn chưa được ghi nhận.